# Margaret, hraběnka ze Snowdonu

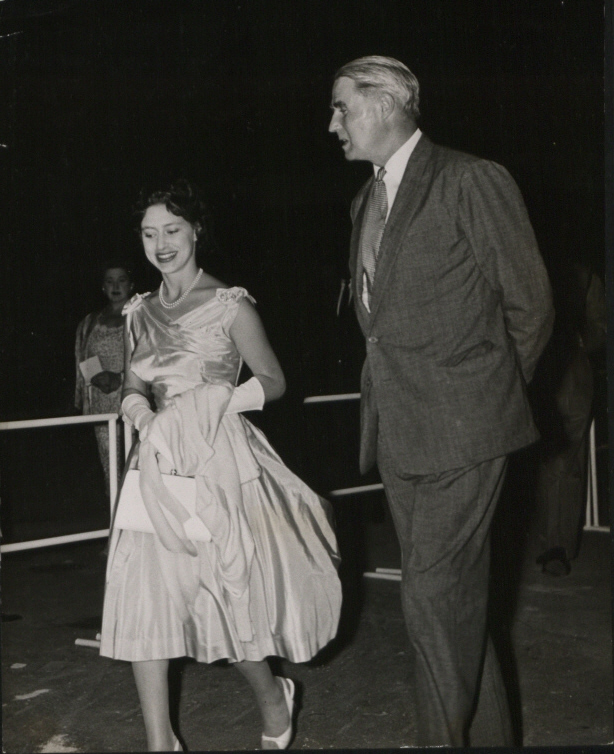
Sir Raynor Arthur vítá Její královskou Výsost Princeznu Margaret po její návštěvě v Nassau v květnu 1958

Její královská Výsost princezna Margaret, hraběnka ze Snowdonu (Margaret Rose; 21. srpna 1930 Glamis, Skotsko – 9. února 2002 Londýn) byla členka britské královské rodiny, dcera krále Jiřího VI. a jeho manželky královny Alžběty, mladší sestra královny Alžběty II.

## Biografie

### Původ, mládí

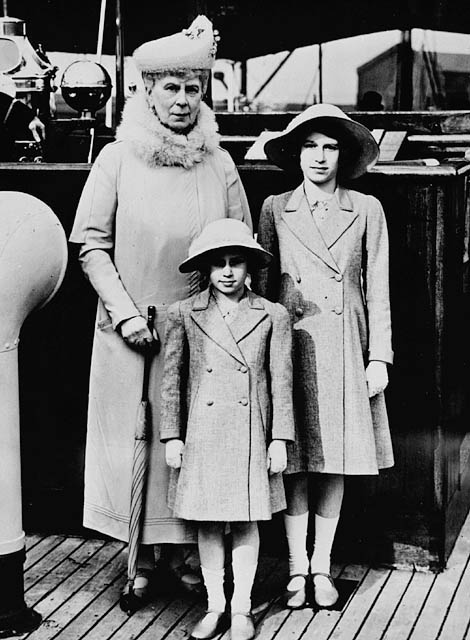
Princezna Margaret se svou sestrou Alžbětou a babičkou královnou Marií (květen 1939)

Narodila se 21. srpna 1930 na zámku Glamis ve Skotsku jako mladší ze dvou dcer vévody z Yorku, pozdějšího krále Jiřího VI. a jeho manželky Alžběty Bowes-Lyon (později známé jako královna-matka). Pokřtěna byla v kapli Buckinghamského paláce. Jejími kmotry byli starší bratr jejího otce, budoucí král Eduard VIII. a švédská princezna Ingrid, budoucí dánská královna.
V roce 1936 se Margaretin strýc Eduard VIII. vzdal trůnu a její otec se stal králem jako Jiří VI. Margaret byla vychovávána společně se sestrou, budoucí královnou Alžbětou II., na královském dvoře jako následnice trůnu. Byla všestranně založená – se zájmem se věnovala jízdě na koni a plavání, ale i zahradnictví a především hudbě (od dětství hrála na klavír). V době 2. světové války pobývala Margaret na Windsorském hradě.

### Láska
V roce 1953 se princezna Margaret seznámila s kapitánem Peterem Townsendem a zamilovala se do něj. Kapitán byl hrdinou bitvy o Anglii a příslušníkem RAF. Třebaže nebyl šlechtického původu, byl přidělen do Buckinghamského paláce a do kruhu královské rodiny. V té době byl již rozveden a měl z manželství děti, což bylo příčinou toho, že jeho manželství s princeznou Margaret nebylo možné: anglikánská církev i královská tradice zakazovaly sňatek s rozvedeným člověkem, to ostatně byla i příčina abdikace Margaretina strýce Eduarda VIII. Aby se Margaret za kapitána Townsenda mohla provdat, musela by se v souladu s pravidly královského dvora podobně jako Eduard VIII. vzdát svých práv k následnictví královského trůnu i svých důchodů jako královské princezny, to vše ovšem až po dosažení věku 25 let. Po několika letech vztahu Margaret veřejně oznámila svůj rozchod s Peterem Townsendem «kvůli svým povinnostem a závazkům ke své zemi».
Маrgaret v té době náležela k londýnské smetánce a stala se vyhledávaným objektem paparazziů pro své vysoké společenské postavení a výstřední chování neobvyklé pro člena královské rodiny. Byla pozorována ve společnosti Johna Turnera, pozdějšího premiéra Kanady.

### Manželství
6. května roku 1960 se provdala za známého fotografa Antonyho Armstrong-Jonese, potomka nevýznamného velšského šlechtického rodu. Královna Alžběta ho jmenovala lordem Snowdonem, hrabětem z Linley; od té doby princezna Margaret vystupovala oficiálně jako hraběnka Snowdon. Z manželství se narodily dvě děti, syn a dcera, jimž byla oddanou matkou:
- David Armstrong-Jones (vikomt Linley, 3. listopadu 1961);
- Sarah Chatto (lady Chatto, 1. května 1964);

Manželství roku 1978 skončilo rozvodem. Princezna se poté již znovu neprovdala.

### Veřejná činnost
Během svého bohatého a pestrého života hrála princezna aktivní roli ve veřejné činnosti královské rodiny, zastupujíc často královnu. Jako členka královské rodiny byla patronkou nebo předsedkyní řady (více než 80) institucí a organizací, především dobročinných či uměleckých, mj. Rady spolků pro výchovu dívek, Národního a skotského spolku ochrany dětí proti násilí v rodině, Královského baletu (1957). Dostala doktorát honoris causa z hudby na Londýnské univerzitě a na univerzitě v Cambridgi a v Keele. Měla i čestné funkce vojenské, mj. komandéra leteckých sil a velitele Pěšího korpusu královské armády královny Alexandry. Byla dámou nejvýznamnějších britských i zahraničních řádů, např. Velkého kříže královny Viktorie (1955), Kříže velkého řádu Belgického království (1960), Kříže Velkého řádu holandského lva (1948), Řádu Briliantové hvězdy Zanzibaru I. třídy (1956), Řádu Koruny, lva a vlajky království Toro (Uganda, 1965), Řádu Koruny I. třídy (Japonsko 1971).
Své sídlo měla v Kensingtonském paláci v Londýně.

### Odvrácená strana Margaretina života
Маrgаrеt pro její skandální chování nazývali «buřičskou princeznou» ; byla stálým hostem londýnských nočních klubů a ráda se objevovala ve společnosti rockerů, se skleničkou tvrdého alkoholu a dlouhou cigaretovou špičkou v ruce. Média tvrdila, že kouřila 60 cigaret denně a milovala gin.

### Poslední léta života, smrt
Počátkem 80. let se u ní objevily vážné zdravotní problémy a v posledních letech života byla těžce nemocná. Roku 1998 měla slabou mozkovou mrtvici, nedlouho poté se zhroutila; následovalo trvalé poškození hybnosti. Další mrtvice následovaly v letech 2000 a 2001. Naposledy se veřejně ukázala v prosinci roku 2001 na oslavách stých narozenin své tety Alice, vévodkyně z Gloucesteru. Zemřela o dva měsíce později, v únoru roku 2002, ve věku 71 let v nemocnici krále Eduarda VII. v Londýně na mozkovou mrtvici. V okamžiku své smrti stála v pořadí následníků své sestry Alžběty na jedenáctém místě.

## Odrazy v umění
V roce 2005 byl o jejím životě natočen film «Princess Margaret, a love story (Princezna Margaret – příběh lásky)», založený na řadě kompromitujících klepů.
Zápletka dalšího filmu «The Bank Job» (2008) je založena na tom, že jedna z postav filmu má kompromitující materiály na princeznu Margaret, jejichž zveřejnění by mohlo vyvolat sexuální skandál.

## Vyznamenání

### Britská vyznamenání
- Korunovační medaile Jiřího VI. – 12. května 1937
- společník Řádu indické koruny – 12. června 1947[5]
- Nejctihodnější řád sv. Jana Jeruzalémského II. třídy – 23. června 1948[6]
- Královský rodinný řád Alžběty II. – 25. prosince 1952
- dáma velkokříž Královského Viktoriina řádu – 1. června 1953[7]
- Korunovační medaile Alžběty II. – 2. června 1953
- Nejctihodnější řád sv. Jana Jeruzalémského I. třídy – 20. června 1956[8]
- Medaile stříbrného výročí královny Alžběty II. – 6. února 1977
- Královský Viktoriin řetěz – 21. srpna 1990[9]
- Královský rodinný řád Jiřího V.
- Královský rodinný řád Jiřího VI.

### Zahraniční vyznamenání
- velkokříž Řádu koruny – Belgie, 1960
- Řád drahocenné koruny I. třídy – Japonsko, 1971
- velkokříž Řádu nizozemského lva – Nizozemsko, 1948
- člen Řádu zářící hvězdy – Zanzibarský sultanát, 1956

## Vývod z předků
|                          |                                                        |  |                                |                                 |  |  |  |  |  |  |  | Albert Sasko-Kobursko-Gothajský |
|                          |                                                        |  |                                |                                 |  |  |  |  |  |  |  |                                 |
|                          | Eduard VII.                                            |  |                                |                                 |  |  |  |  |  |  |  |                                 |
|                          |                                                        |  |                                |                                 |  |  |  |  |  |  |  |                                 |
|                          |                                                        |  |                                | královna Viktorie               |  |  |  |  |  |  |  |                                 |
|                          |                                                        |  |                                |                                 |  |  |  |  |  |  |  |                                 |
|                          | Jiří V.                                                |  |                                |                                 |  |  |  |  |  |  |  |                                 |
|                          |                                                        |  |                                |                                 |  |  |  |  |  |  |  |                                 |
|                          |                                                        |  |                                | Kristián IX.                    |  |  |  |  |  |  |  |                                 |
|                          |                                                        |  |                                |                                 |  |  |  |  |  |  |  |                                 |
|                          | Alexandra Dánská                                       |  |                                |                                 |  |  |  |  |  |  |  |                                 |
|                          |                                                        |  |                                |                                 |  |  |  |  |  |  |  |                                 |
|                          |                                                        |  |                                | Luisa Hesensko-Kasselská        |  |  |  |  |  |  |  |                                 |
|                          |                                                        |  |                                |                                 |  |  |  |  |  |  |  |                                 |
|                          | Jiří VI.                                               |  |                                |                                 |  |  |  |  |  |  |  |                                 |
|                          |                                                        |  |                                |                                 |  |  |  |  |  |  |  |                                 |
|                          |                                                        |  |                                | Alexandr Württemberský          |  |  |  |  |  |  |  |                                 |
|                          |                                                        |  |                                |                                 |  |  |  |  |  |  |  |                                 |
|                          | František z Tecku                                      |  |                                |                                 |  |  |  |  |  |  |  |                                 |
|                          |                                                        |  |                                |                                 |  |  |  |  |  |  |  |                                 |
|                          |                                                        |  |                                | Claudine Rhédey von Kis-Rhéde   |  |  |  |  |  |  |  |                                 |
|                          |                                                        |  |                                |                                 |  |  |  |  |  |  |  |                                 |
|                          | Marie z Tecku                                          |  |                                |                                 |  |  |  |  |  |  |  |                                 |
|                          |                                                        |  |                                |                                 |  |  |  |  |  |  |  |                                 |
|                          |                                                        |  |                                | Adolf z Cambridge               |  |  |  |  |  |  |  |                                 |
|                          |                                                        |  |                                |                                 |  |  |  |  |  |  |  |                                 |
|                          | Marie Adelaida z Cambridge                             |  |                                |                                 |  |  |  |  |  |  |  |                                 |
|                          |                                                        |  |                                |                                 |  |  |  |  |  |  |  |                                 |
|                          |                                                        |  |                                | Augusta Hesensko-Kaselská       |  |  |  |  |  |  |  |                                 |
|                          |                                                        |  |                                |                                 |  |  |  |  |  |  |  |                                 |
| Margaret Armstrong-Jones |                                                        |  |                                |                                 |  |  |  |  |  |  |  |                                 |
|                          |                                                        |  |                                |                                 |  |  |  |  |  |  |  |                                 |
|                          |                                                        |  | Thomas Lyon-Bowes, Lord Glamis |                                 |  |  |  |  |  |  |  |                                 |
|                          |                                                        |  |                                |                                 |  |  |  |  |  |  |  |                                 |
|                          | Claude Bowes-Lyon, 13. hrabě ze Strathmore a Kinghorne |  |                                |                                 |  |  |  |  |  |  |  |                                 |
|                          |                                                        |  |                                |                                 |  |  |  |  |  |  |  |                                 |
|                          |                                                        |  |                                | Charlotte Grimstead             |  |  |  |  |  |  |  |                                 |
|                          |                                                        |  |                                |                                 |  |  |  |  |  |  |  |                                 |
|                          | Claude Bowes-Lyon                                      |  |                                |                                 |  |  |  |  |  |  |  |                                 |
|                          |                                                        |  |                                |                                 |  |  |  |  |  |  |  |                                 |
|                          |                                                        |  |                                | Oswald Smith                    |  |  |  |  |  |  |  |                                 |
|                          |                                                        |  |                                |                                 |  |  |  |  |  |  |  |                                 |
|                          | Frances Bowes-Lyonová                                  |  |                                |                                 |  |  |  |  |  |  |  |                                 |
|                          |                                                        |  |                                |                                 |  |  |  |  |  |  |  |                                 |
|                          |                                                        |  |                                | Henrietta Mildred Hodgson       |  |  |  |  |  |  |  |                                 |
|                          |                                                        |  |                                |                                 |  |  |  |  |  |  |  |                                 |
|                          | Elizabeth Bowes-Lyon                                   |  |                                |                                 |  |  |  |  |  |  |  |                                 |
|                          |                                                        |  |                                |                                 |  |  |  |  |  |  |  |                                 |
|                          |                                                        |  |                                | Lord Charles Cavendish-Bentinck |  |  |  |  |  |  |  |                                 |
|                          |                                                        |  |                                |                                 |  |  |  |  |  |  |  |                                 |
|                          | Charles Cavendish-Bentinck                             |  |                                |                                 |  |  |  |  |  |  |  |                                 |
|                          |                                                        |  |                                |                                 |  |  |  |  |  |  |  |                                 |
|                          |                                                        |  |                                | Lady Anne Wellesley             |  |  |  |  |  |  |  |                                 |
|                          |                                                        |  |                                |                                 |  |  |  |  |  |  |  |                                 |
|                          | Cecílie Cavendish-Bentincková                          |  |                                |                                 |  |  |  |  |  |  |  |                                 |
|                          |                                                        |  |                                |                                 |  |  |  |  |  |  |  |                                 |
|                          |                                                        |  |                                | Edwyn Burnaby                   |  |  |  |  |  |  |  |                                 |
|                          |                                                        |  |                                |                                 |  |  |  |  |  |  |  |                                 |
|                          | Louisa Cavendish-Bentincková                           |  |                                |                                 |  |  |  |  |  |  |  |                                 |
|                          |                                                        |  |                                |                                 |  |  |  |  |  |  |  |                                 |
|                          |                                                        |  |                                | Anne Caroline Salisbury         |  |  |  |  |  |  |  |                                 |
|                          |                                                        |  |                                |                                 |  |  |  |  |  |  |  |                                 |